# 演歌の綺羅星
『演歌の綺羅星』（えんかのきらぼし）はNHK-FM放送で2015年5月3日から5月6日の23時から24時に放送された、演歌のライブステージ番組である。
これはNHK放送センターのオープンスタジオであるみんなの広場ふれあいホールで公開収録された、若手演歌歌手4組による歌とトークを楽しむというもので、出場した4組の演歌歌手が全員男性という構成だった。

## 出場した歌手
- 5月3日　はやぶさ（3人組演歌ユニット）
- 5月4日　三山ひろし
- 5月5日　竹島宏
- 5月6日　山内惠介